# سولفاکینوکسالین
سولفاکینوکسالین (به انگلیسی: Sulfaquinoxaline) با فرمول شیمیایی C۱۴H۱۲N۴O۲S یک ترکیب شیمیایی است. که جرم مولی آن ۳۰۰٫۳۶۶ g/mol می‌باشد. 